# Brita i grosshandlarhuset
Brita i grosshandlarhuset är en svensk dramafilm från 1946 i regi av Åke Ohberg, med manus av Harald Beijer efter dennes bok med samma namn från 1940.

## Handling
Brita bestämmer sig för att lämna en fattig tillvaro på landet när hon via sin faster får chansen till ett arbete som husa hos en grosshandlarfamilj i Stockholm. Familjens son Greger intresserar sig för Brita eftersom han gillar hennes uppriktighet, men han har redan en fästmö från sitt eget samhällsskikt.

## Om filmen
Brita i grosshandlarhuset spelades in hösten 1945 och hade Sverigepremiär i februari 1946. Filmen har även visats i TV av SVT.

## Rollista
- George Fant - Greger Burenberg
- Eva Dahlbeck - Brita Månsson
- Åke Grönberg - Arvid
- Ernst Eklund - grosshandlare Burenberg
- Stina Hedberg - Amelie Burenberg
- Hilda Borgström - faster Ida, hushållerska
- Olav Riégo - kansliråd
- Renée Björling - kanslirådets fru
- Agneta Lagerfeldt - Sonja, dotter till kanslirådsparet
- Ib Schønberg - Pølse-Fredrik
- Bengt Ekerot - "Paniken", student
- Carl Ström - Britas far
- Linnéa Hillberg - Britas mor
- Anna-Greta Krigström - Ella, husa
- Astrid Bodin - Sofi, kokerska
- Carin Swensson - Burenbergs extrahjälp

Ej krediterade:
- John Norrman - brevbärare
- Nils Hallberg - soldat
- Ingemar Holde - soldat
- Tord Stål - gardeskapten
- Olle Hilding - procentare
- Aurore Palmgren - Arvids mor

## DVD
Filmen gavs ut på DVD 2016.